# Copelatus mathani
Copelatus mathani är en skalbaggsart som beskrevs av Guignot 1952. Copelatus mathani ingår i släktet Copelatus och familjen dykare. Inga underarter finns listade i Catalogue of Life.